# Susie Wolff
Susie Wolff (Oban, Escocia; 6 de diciembre de 1982), nacida como Susie Stoddart, es una expiloto de automovilismo británica, y actual directora y accionista de equipo.

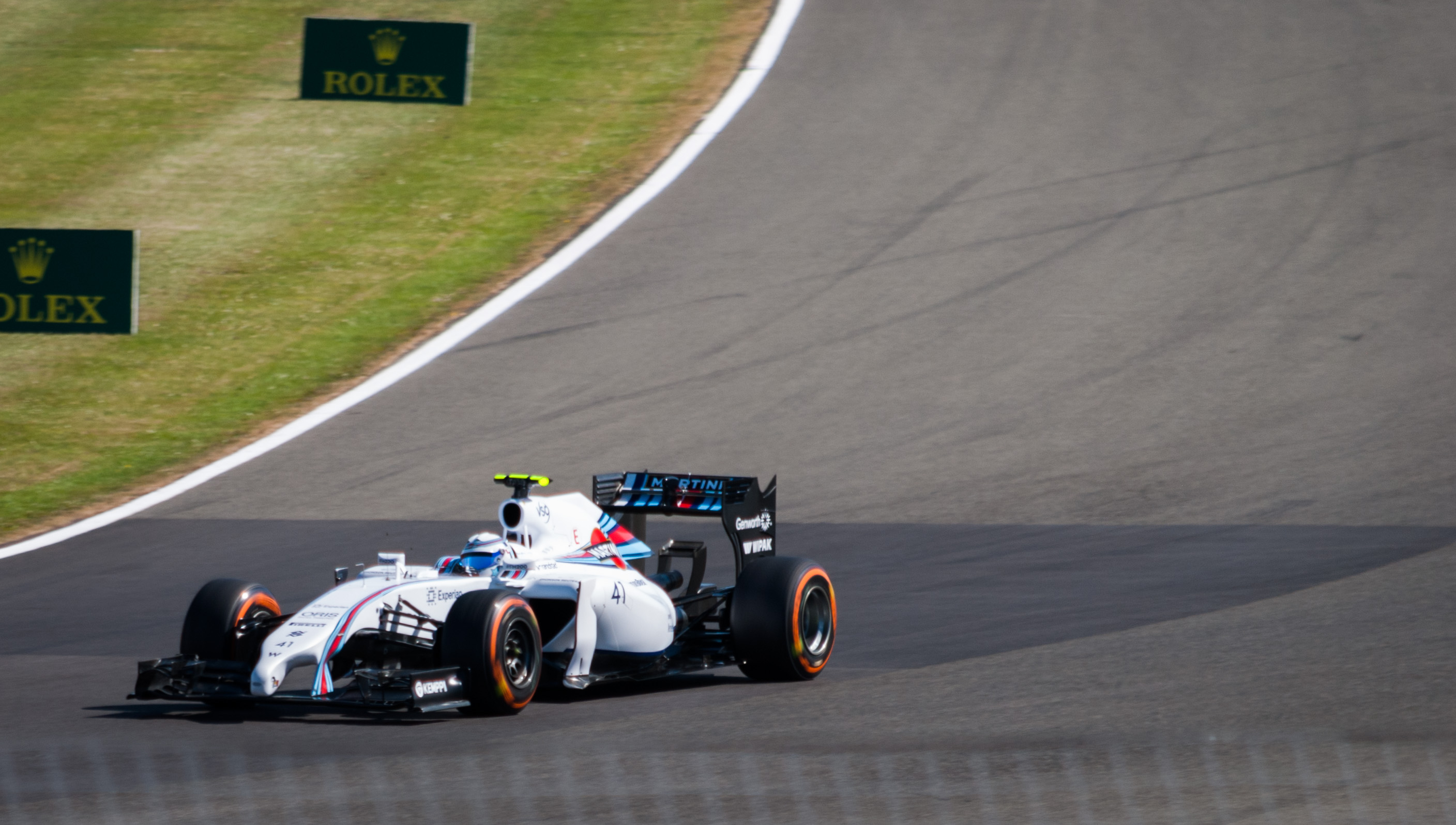
Susie Wolff manejando el Williams FW36 en los entrenamientos libres del Gran Premio de Gran Bretaña de 2014.

Entre 2001 y 2004, compitió en la Fórmula Renault, logrando tres podios. En 2005, pasó a la Fórmula 3 Británica, pero su temporada fue interrumpida por una lesión de tobillo sufrida durante el invierno.
Compitió en el DTM desde 2006 hasta 2012. Consiguió puntos en 2010, gracias a dos séptimos puestos, que la colocaron 13.ª en la tabla final.
En 2012 se convirtió en piloto de desarrollo de Williams Racing. Para 2013, continuó desarrollando la misma labor. Al participar en los tests de jóvenes pilotos, se convirtió en la primera mujer que participa en una sesión oficial de F1 desde Giovanna Amati en 1992. En 2014, participó en dos entrenamientos libres. Continuó en el equipo en 2015.
El 4 de noviembre de 2015, anunció su retirada como piloto. Luego de esto, creó una fundación para fomentar el deporte motor en las mujeres, F1 Academy.
Su nombre de soltera era Susie Stoddart. Contrajo matrimonio con Toto Wolff, por lo que cambió su apellido al actual, tuvo un hijo con el mencionado, al que nombraron Jack Wolff en 2017, vivieron en Ermatingen, Suiza.Actualmente residen en Mónaco. En 2018, ingresó al equipo Venturi de Fórmula E en el puesto de jefa de equipo y también como accionista.

## Resultados

### Deutsche Tourenwagen Masters
(Clave) (negrita indica pole position) (cursiva indica vuelta rápida)

| Año  | Equipo             | Coche                      | 1        | 2      | 3      | 4       | 5       | 6       | 7       | 8       | 9       | 10       | 11       | Pos. | Puntos |
| ---- | ------------------ | -------------------------- | -------- | ------ | ------ | ------- | ------- | ------- | ------- | ------- | ------- | -------- | -------- | ---- | ------ |
| 2006 | Mücke Motorsport   | AMG-Mercedes C-Klasse 2004 | HOC1 10  | LAU 15 | OSC 15 | BRH 16  | NOR Ret | NÜR Ret | ZAN 12  | CAT 15  | BUG 13  | HOC2 9   |          | NC   | 0      |
| 2007 | Mücke Motorsport   | AMG-Mercedes C-Klasse 2006 | HOC1 Ret | OSC 16 | LAU 12 | BRH 16  | NOR 16  | MUG 10  | ZAN 17  | NÜR 18  | CAT Ret | HOC2 14  |          | NC   | 0      |
| 2008 | Persson Motorsport | AMG-Mercedes C-Klasse 2007 | HOC1 16  | OSC 14 | MUG 15 | LAU 17  | NOR 10  | ZAN 15  | NÜR 12  | BRH 19  | CAT Ret | BUG 12   | HOC2 Ret | NC   | 0      |
| 2009 | Persson Motorsport | AMG-Mercedes C-Klasse 2008 | HOC1 Ret | LAU 11 | NOR 10 | ZAN 11  | OSC 10  | NÜR 11  | BRH 13  | CAT 15  | DIJ 14  | HOC2 Ret |          | NC   | 0      |
| 2010 | Persson Motorsport | AMG-Mercedes C-Klasse 2008 | HOC1 11  | VAL 10 | LAU 7  | NOR 15  | NÜR Ret | ZAN 15  | BRH Ret | OSC 10  | HOC2 7  | ADR 14   | SHA 11   | 13.ª | 4      |
| 2011 | Persson Motorsport | AMG-Mercedes C-Klasse 2008 | HOC1 12  | ZAN 12 | SPL 13 | LAU DNS | NOR 13  | NÜR 14  | BRH 14  | OSC Ret | VAL 11  | HOC2 15  |          | NC   | 0      |
| 2012 | Persson Motorsport | AMG Mercedes C-Coupé       | HOC1 12  | LAU 21 | BRH 20 | SPL 14  | NOR Ret | NÜR 17  | ZAN 12  | OSC Ret | VAL 13  | HOC2 13  |          | NC   | 0      |

### Fórmula 1
(Clave) (negrita indica pole position) (cursiva indica vuelta rápida)

| Año     | Escudería               | 1   | 2   | 3   | 4   | 5      | 6   | 7   | 8   | 9      | 10     | 11  | 12  | 13  | 14  | 15  | 16  | 17  | 18  | 19  | Pos. | Puntos |
| ------- | ----------------------- | --- | --- | --- | --- | ------ | --- | --- | --- | ------ | ------ | --- | --- | --- | --- | --- | --- | --- | --- | --- | ---- | ------ |
| 2014    | Williams Martini Racing | AUS | MYS | BHR | CHN | ESP    | MON | CAN | AUT | GBR TD | GER TD | HUN | BEL | ITA | SIN | JPN | RUS | USA | BRA | ABU |      |        |
| 2015    | Williams Martini Racing | AUS | MYS | CHN | BHR | ESP TD | MON | CAN | AUT | GBR TD | HUN    | BEL | ITA | SIN | JPN | RUS | USA | MEX | BRA | ABU |      |        |
| Fuente: |                         |     |     |     |     |        |     |     |     |        |        |     |     |     |     |     |     |     |     |     |      |        |